# Else Hansen

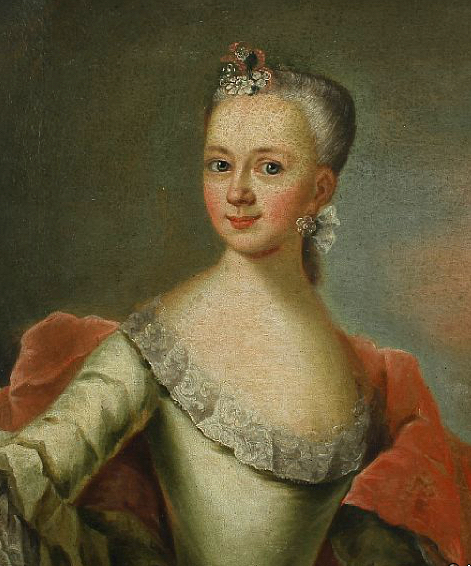
Jens Thrane: Madame Hansen

Else Cathrine Marie Mahs Hansen, auch bekannt als Madame Hansen oder Madam de Hansen (* 1720; † 4. September 1784) war eine langjährige Geliebte von König Friedrich V. von Dänemark. Sie bekamen vier Töchter und einen Sohn. Ihre Geschichte wurde vor allem durch die Schriftstellerin Dorothea Biehl bekannt.

## Leben
Von Else Hansens Herkunft und ihrem Leben vor der Begegnung mit König Friedrich V. sind gesicherte Erkenntnisse nicht bekannt. Ein zählebiges Gerücht, sie sei die Schwester des Kammerdieners Henrik Vilhelm Tillich und von diesem 1743 nachts heimlich dem König zugeführt worden, konnte die moderne Forschung nicht bestätigen. Der König war für ein ausschweifendes Leben bekannt. Wie bei Dorothea Biehl zu lesen, soll er an alkoholreichen Bacchus-Partys teilgenommen haben, auf denen er Prostituierte gern nackt auszog und tanzend mit Stock und Peitsche hantierte. Nur zu zwei seiner Geliebten pflegte er eine längere Beziehung: zu Else Hansen und zu Charlotte Amalie Winge.
Else Hansen brachte zwischen 1746 und 1751 fünf Kinder zur Welt, deren Vater offensichtlich der König war. Zumindest ihre drei jüngeren Kinder wurden in dem Herrenhaus Ulriksholm auf der Insel Fünen geboren. Das Anwesen gehörte Major Ulrik Frederik von Heinen, einem Schwager von Oberhofmarschall Adam Gottlob von Moltke. Moltke hatte schon dem siebenjährigen Kronprinzen als Page gedient, war zu seinem einflussreichen Oberhofmarschall aufgestiegen und regelte vermutlich dessen diskrete Angelegenheiten. Die Kinder des Königs mit Else Hansen wurden in der örtlichen Pfarrkirche in der Nähe des Herrenhauses getauft. Offiziell wurden sie als legitime Kinder der Frau eines nicht existierenden Kapitäns namens Frederick Hansen, auf Schiffsreisen von Göteborg nach China befindlich, in das Taufregister eingetragen. Der Name des königlichen Vaters sprach sich mindestens wegen der häufigen Fahrten der schwangeren Else Hansen nach Ulriksholm herum.
Um 1752 dürfte die Beziehung beendet worden sein. Nach dem Tod des Königs 1766 sorgte der dänische Hof inoffiziell für die Kinder. Die vier Töchter bekamen eine Mitgift und wurden mit Adeligen oder königlichen Beamten verheiratet, selbst Enkel wurden finanziell unterstützt. Else Hansen kaufte das Gut Klarskov auf Fünen und lebte dort, mit einer kurzen Zwischenstation in Odense, bis zu ihrem Tod 1784 als Witwe des verstorbenen Seekapitäns Hansen. Sie war nie bei Hofe offiziell vorgestellt worden und hatte keinen Einfluss auf Staatsgeschäfte. Drei Porträts Madame de Hansen und ein Gemälde, das Else Hansens Tochter Frederike Catherine mit Schwiegersohn Oberst Hans Frederik von Lützau darstellt, sind Bestandteil der Porträtsammlung des Dänischen Nationalhistorischen Museums im Schloss Frederiksborg, gemalt 1764 von Jens Thrane dem Jüngeren im Herrenhaus Ulriksholm.